# Кен Бов

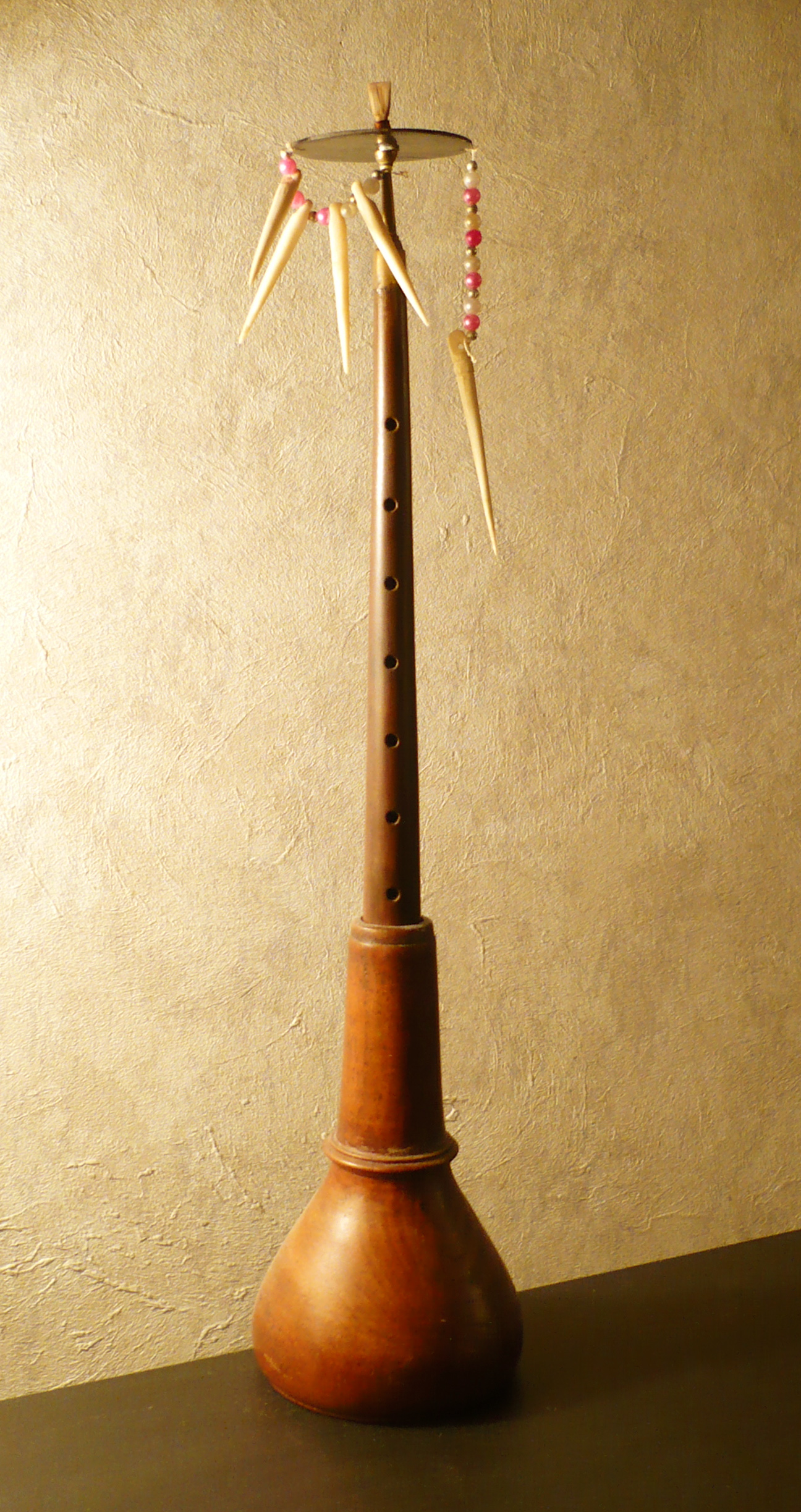
Кен Бов

Кен Бов або гарбузовий гобой (в'єтнам. kèn bầu [kɛ̂n ɓə̂w]) — один із декількох видів кену, дерев'яного інструмента з подвійною тростиною, що використовується у традиційній музиці В'єтнаму. Він дещо схожий по конструкції і нагадує звучання китайського сону (suona) чи корейської тайпийонґсо. Кен Бов майструється в кількох розмірах і є незамінним музичним інструментом колишньої хюеської в'єтнамської придворної музики.
Звук Кен Бов у порівнянні з гобоєм звучить більш різко та пронизливо, але водночас проривисто та колоритно. 
Кен Бов є незамінним інструментом у багатьох в'єтнамських народних оркестрах, таких як Nha Nhac, Dai Nhac, Huyen Nhac та інші.

## Будова інструмента
Інструмент має конічний дерев'яний корпус із сімома отворами для пальців гравця, що просверлюються на однаковій відстані одна від одної. На відміну від своїх китайських і корейських аналогів, kèn bầu має знімний розструб, що зазвичай виготовляється із джекфруту (індійського хлібного дерева) та вирізається у формі гарбуза (спочатку розтруб, ймовірно, був зроблений, в прямому сенсі, з висушеного плоду, але зараз використовують лиш деревин, бо вона є більш міцною). В "ігровій частині" присутня невелика латунна діжечка до якою встромлюють маленьку подвійну тростину, що є аналогічною до сучасної гобоївої.

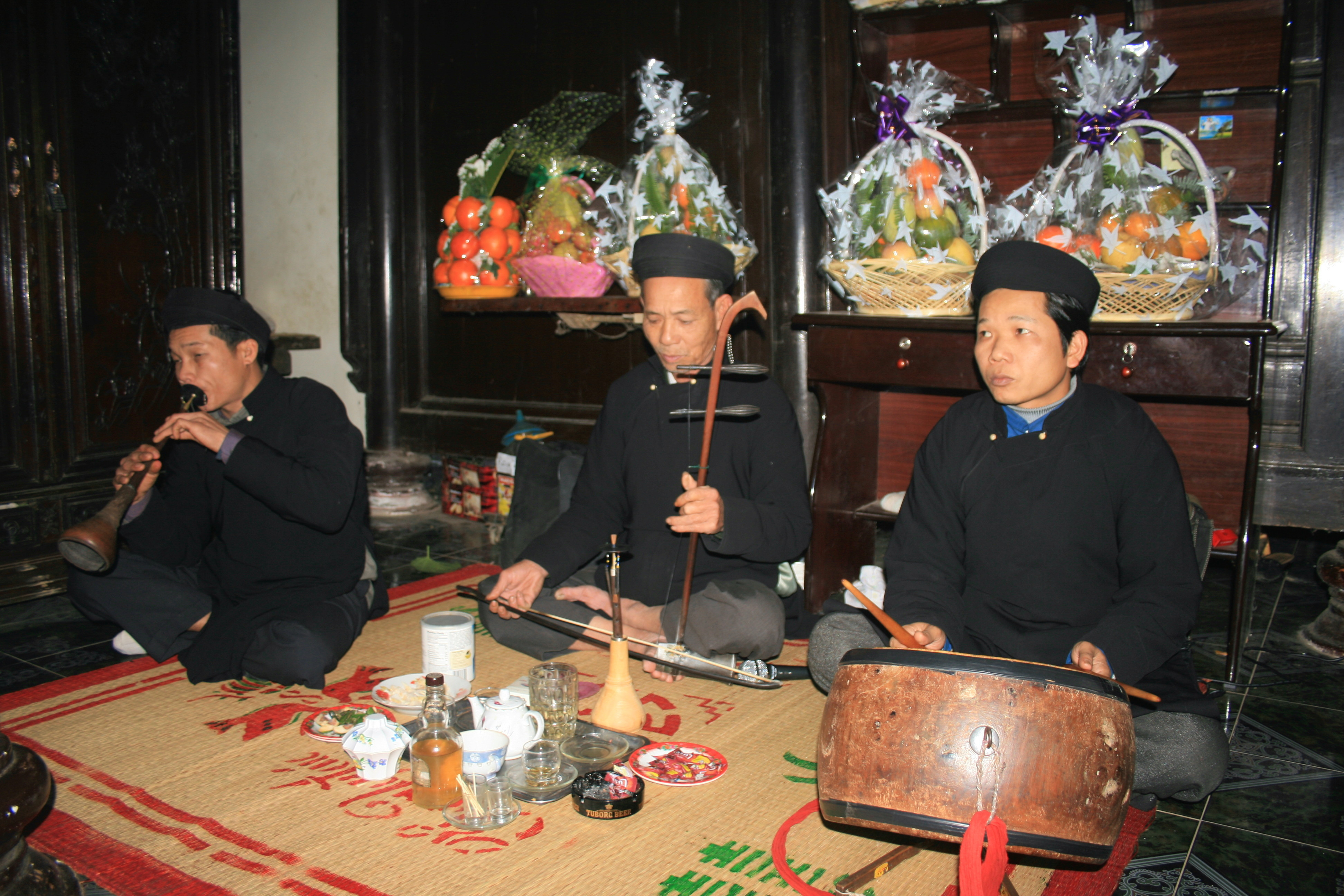
Кен Бов (крайній зліва) під час в'єтнамського традиційного похоронного дійства

## Особливості гри
Гра на цьому інструменті передбачає від виконавця використання техніки кругового дихання (безперервного), а також великої кількости мелізмів, різноманітних прикрас, у тому числі широкого вібрато, ковзання між тонами, ґлісандо, трелі тощо. 
Техніка відчуття тростини інструмента є схожою до гобойної або фаготової, для досягнення гарного звуку музиканту може знадобитися досить велика кількість часу. 
Інструмент має (зазвичай) 7 прорізів. При закритті будь-якого отвору пальцем висотне звучання інструмента підіймається. Найнижчу ноту можливо видобути за відкриття всіх дірочок корпусу. 

## Етимологія
Назва інструмента походить від слів Kèn та bầu, де kèn дослівно означає гобой, а bầu — гарбуз. Bầu — це пряме посилання до форми розтрубу інструмента, яка злегка нагадує невеликий гарбуз. В'єтнамський монохорд, що називається данбау, раніше також використовував гарбуз у своїй конструкції у якості резонатора (зараз тільки як декоративний атрибут), тому в його назві частка bầu також присутня.

## Виконавці
Один із найвідоміших виконавців на кен бов є Чан Тхао (Trần Thảo), який очолює хюеську придворну музику. Він багато гастролює за кордоном пропагуючи в'єтнамські музичні традиції. Його батьки були придворними музикантами, і тому він охоче підтримує у своїй творчості продовження їхніх традицій.
Великий внесок у популяризацію інструмента зараз вносить Нтуй Нгок Кхань, який проводить величезну кількість концертів, де грає соло на кен бов разом з різними народними ансамблями. Репертуар його широкий і включає далеко не лише народно-фольклорні твори, а й джазові та неокласичні композиції. Саме його творчість справді відновила інтерес до цього інструмента і все більше молоді у В'єтнамі в наші дні починають цікавитися кен бов. Зокрема канал YouTube музиканта Хоа Тау "Nhạc Hòa Tấu - Tran Flute" містить відео деяких виступів Нтуй Нгок Кханя і вже зараз зібрав більше ніж 35 тисяч підписників. 
До інших гравців можна віднести Ань Кой (його виконання).

## Зовнішні посилання
- Про Kèn bầu (довідка) [англ.]